# Bleda notatus
Bleda notatus е вид птица от семейство Pycnonotidae.

## Разпространение
Видът е разпространен в Ангола, Камерун, Централноафриканската република, Демократична република Конго, Република Конго, Екваториална Гвинея, Габон, Нигерия, Южен Судан, Судан, Танзания и Уганда.